# Фифті-Сікс (Арканзас)
Фифті-Сікс (англ. Fifty-Six) — місто (англ. city) в США, в окрузі Стоун штату Арканзас. Населення — 158 осіб (2020).

## Назва
Назва містечка, Фіфті-Сікс (англ. Fifty Six) в перекладі з англійської означає «п'ятдесят шість». Після заснування міста 1918 року місцеві жителі дали новому поселенню назву Ньюкемб (англ. Newcamb). Назва не було схвалена федеральним урядом, і воно дало назву місту по числовому номеру шкільного округу, до складу якого входило Фіфті-Сікс.

## Географія
Фифті-Сікс розташоване за координатами 35°57′47″ пн. ш. 92°13′58″ зх. д. / 35.96306° пн. ш. 92.23278° зх. д. (35.963128, -92.232837).  За даними Бюро перепису населення США в 2010 році місто мало площу 5,29 км², з яких 5,28 км² — суходіл та 0,00 км² — водойми.

## Демографія
Згідно з переписом 2010 року, у місті мешкали 173 особи в 75 домогосподарствах у складі 44 родин. Густота населення становила 33 особи/км².  Було 99 помешкань (19/км²). 
Расовий склад населення:
| - 98,3 % — білих - 0,6 % — корінних американців - 1,2 % — осіб інших рас |

До двох чи більше рас належало 0,0 %. Іспаномовні складали 1,2 % від усіх жителів.
За віковим діапазоном населення розподілялося таким чином: 22,5 % — особи молодші 18 років, 57,3 % — особи у віці 18—64 років, 20,2 % — особи у віці 65 років та старші. Медіана віку мешканця становила 46,6 року. На 100 осіб жіночої статі у місті припадало 92,2 чоловіків;  на 100 жінок у віці від 18 років та старших — 94,2 чоловіків також старших 18 років.
Середній дохід на одне домашнє господарство  становив 68 586 доларів США (медіана — 45 625), а середній дохід на одну сім'ю — 89 018 доларів (медіана — 48 438). Медіана доходів становила 40 625 доларів для чоловіків та 26 250 доларів для жінок. За межею бідності перебувало 5,9 % осіб, у тому числі 0,0 % дітей у віці до 18 років та 11,3 % осіб у віці 65 років та старших.
Цивільне працевлаштоване населення становило 50 осіб. Основні галузі зайнятості: освіта, охорона здоров'я та соціальна допомога — 34,0 %, публічна адміністрація — 20,0 %, виробництво — 18,0 %.
За даними перепису населення 2000 року в Фіфті-Сікс проживало 163 особи, 51 сім'я, налічувалося 71 домашнє господарство і 87 житлових будинків. Середня густота населення становила близько 30,5 людини на один квадратний кілометр. Расовий склад міста за даними перепису розподілився таким чином: 97,55 % білих, 2,45 % — корінних американців.
Іспаномовні склали 1,84 % від усіх жителів міста.
З 71 домашніх господарств в 25,4 % — виховували дітей віком до 18 років, 64,8 % представляли собою подружні пари, які спільно проживали, в 7 % сімей жінки проживали без чоловіків, 26,8 % НЕ мали сімей. 26,8 % від загального числа сімей на момент перепису жили самостійно, при цьому 12,7 % склали самотні літні люди у віці 65 років та старше. Середній розмір домашнього господарства склав 2,30 особи, а середній розмір родини — 2,69 особи.
Населення міста за віковим діапазоном за даними перепису 2000 року розподілилося таким чином: 19 % — жителі молодше 18 років, 8,6 % — між 18 і 24 роками, 25,2 % — від 25 до 44 років, 30,7 % — від 45 до 64 років і 16,6 % — у віці 65 років та старше. Середній вік мешканця склав 44 роки. На кожні 100 жінок в Фіфті-Сікс припадало 96,4 чоловіків, у віці від 18 років та старше — 91,3 чоловіків також старше 18 років.
Середній дохід на одне домашнє господарство в місті склав 34 375 доларів США, а середній дохід на одну сім'ю — 35 750 доларів. При цьому чоловіки мали середній дохід в 30 750 доларів США на рік проти 19 063 долара середньорічного доходу у жінок. Дохід на душу населення в місті склав 15 783 долари на рік. 11,8 % від усього числа сімей в окрузі і 17,1 % від усієї чисельності населення перебувало на момент перепису населення за межею бідності, при цьому з них були молодші 18 років і — у віці 65 років та старше.